# Schulschrift-Kursiv
Die Schulschrift-Kursiv  ist eine Form der Antiqua-Kursiv, die mit Wechselzug (Bandzugfeder, Kalligrafie-Stift oder Flachpinsel u. a.) geschrieben wird. Sie wurde für den Schriftunterricht der Kunsterziehung in der DDR entwickelt und stellt neben der Kursiv mit Gleichzugfeder geschrieben eine Modifikation der Schulausgangsschrift von 1968 dar.

## Ziele
Mit ihrer Einführung in den Lehrplan 1972 sollten die Intentionen von einer systematisch und kontinuierlich angelegten Schreiberziehung und Schriftgestaltung in der zehnklassigen allgemeinbildenden polytechnischen Oberschule weiter realisiert werden. Da nach dem Deutschunterricht der 3. Klasse die Ausbildung im Schreiben endete, sollte die Einführung der Schulschrift-Kursiv im Kunstunterricht der 4. und 5. Klasse dazu beitragen, diese Fähigkeiten und Fertigkeiten zu festigen und weiterzuentwickeln.

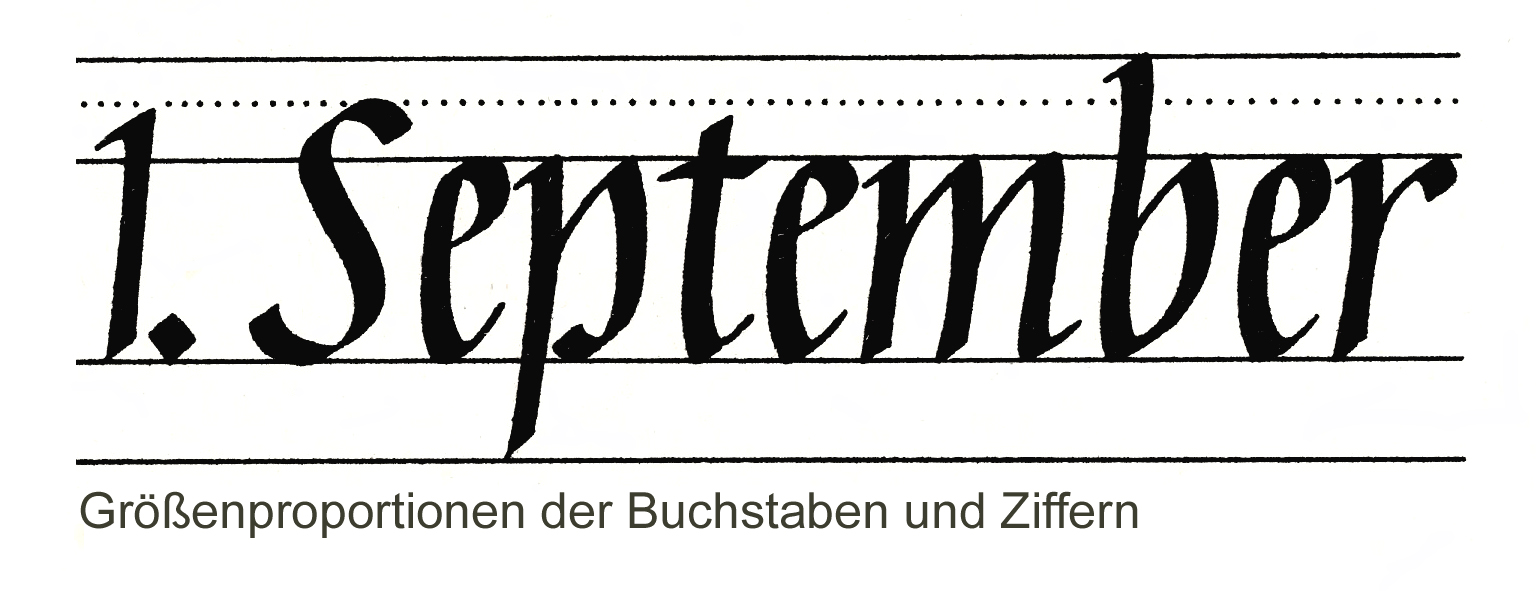
Größenproportionen der Buchstaben und Ziffern

Die praktische Auseinandersetzung mit einer anspruchsvolleren Gestaltung der Buchstaben im Zusammenhang mit dem Schriftbild als Ganzem sollte die Schüler befähigen, Formen und deren Zusammenhänge bewusster wahrnehmen und bewerten zu können, und – vor allem –, sich über die individuelle Handschrift hinaus in einer gehobenen Form schriftlich äußern zu können, z. B. bei der Gestaltung von Einladungen, Glückwunschschreiben, Gedichten oder dem Ausfüllen bzw. Gestalten von Urkunden.

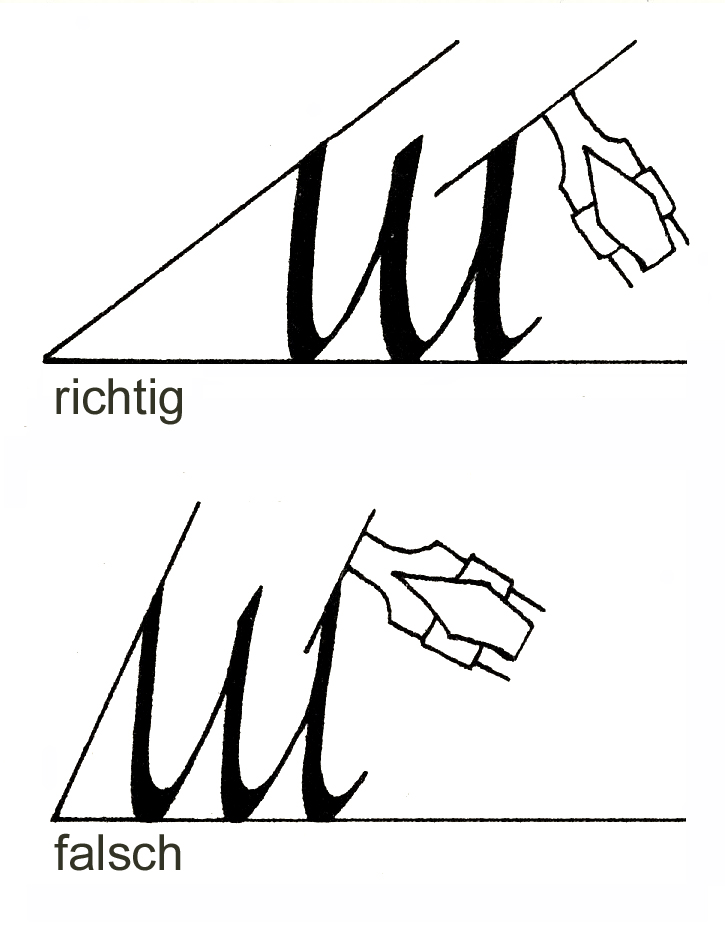
Haltung der Bandzugfeder

Eine wesentliche Voraussetzung dafür war die Beherrschung der Bandzugfedertechnik. Durch den Band- bzw. Wechselzug werden die Grundstriche betont, die weniger bedeutungstragenden Aufstriche treten optisch zurück. Der rhythmische Wechsel von fetten und feinen Linien sowie die kurzen An- und Endstriche verstärken die ästhetische Wirkung der geschriebenen Schrift.
Mit der Einführung der Schulschrift-Kursiv in den Schriftunterricht der Kunsterziehung konnten die Vorstellungen, von denen die Veränderung der Schulausgangsschrift ausgegangen war, besser verwirklicht werden, nämlich die Orientierung der Schrift an den Formen der Renaissance-Kursiven, insbesondere der humanistischen Kursive und der Cancellaresca, welche die Quellen der lateinischen Schreibschriften bilden.

## Probleme
Die Schulschrift-Kursiv konnte sich in der Praxis nicht durchsetzen. Gründe dafür waren zunächst die unzureichenden material-technischen Bedingungen (schlechte Federn, Federhalter und Tusche). Darüber hinaus hatte die Kursiv in der Kunsterziehung keine Tradition. Schließlich führte auch die Präferenz bildgestalterischer Inhalte durch viele Kunsterzieher dazu, dass die Schulschrift-Kursiv 1987 aus dem Lehrplan entfernt wurde.